# 五氧化二铌
五氧化二铌是铌的氧化物之一，化学式为Nb2O5。

## 性质
白色粉末。不溶于水，难溶于酸，可溶于熔融硫酸氢钾或碱金属碳酸盐和氢氧化物中。

## 制备
铌用硝酸和氢氟酸混酸溶解得氟铌酸，经萃取铌和反萃后，将氟铌酸与氨水作用，沉淀出氢氧化铌。氢氧化铌经洗涤、烘干和灼烧，得五氧化二铌。
{\displaystyle \ 3Nb+5HNO_{3}+21HF\rightarrow 3H_{2}NbF_{7}+5NO+10H_{2}O}
{\displaystyle \ H_{2}NbF_{7}+7NH_{3}\cdot H_{2}O\rightarrow Nb(OH)_{5}\downarrow +7NH_{4}F+2H_{2}O}
{\displaystyle \ 2Nb(OH)_{5}\rightarrow Nb_{2}O_{5}+5H_{2}O}

## 用途
用作拉铌酸镍单晶、催化剂、耐火材料。也用于生产制取铌及其他铌化合物、铌铁和铌合金。